# Písková Lhota (ort i Tjeckien, lat 50,13, long 15,07)
Písková Lhota är en ort i Tjeckien.   Den ligger i regionen Mellersta Böhmen, i den centrala delen av landet, 50 km öster om huvudstaden Prag. Písková Lhota ligger 189 meter över havet och antalet invånare är 406.
Terrängen runt Písková Lhota är platt.Runt Písková Lhota är det ganska tätbefolkat, med 96 invånare per kvadratkilometer. Närmaste större samhälle är Poděbrady, 4,0 km öster om Písková Lhota. Trakten runt Písková Lhota består till största delen av jordbruksmark.